# 音速青春
音速青春（英語：Sonic Youth）是一支發跡於美国紐約市的搖滾樂團，成立于1981年，于2011年解散。创始團員瑟斯頓·摩爾（主唱、吉他）、金·戈登（主唱、貝斯、吉他）和李·拉納爾多（主唱、吉他）的名字贯穿于乐队始终；在与数名鼓手的短期合作后，1985年，乐队邀请史蒂夫·雪萊（鼓）加入。这四人成为了乐队的核心。此外，吉姆·奥洛克（贝斯、键盘、吉他）于1999年至2005年间、馬克·艾伯德（貝斯）于2006年至2011年间亦为乐队的成员。
成軍初期，音速青春代表了紐約市的“無浪潮”藝術與音乐风向。音速青春也身兼美國首波噪音搖滾浪潮的推手，在美國日益蓬勃的地下音樂界間，特立獨行地演繹了他們的硬蕊龐克思潮，引領群眾聚焦於音樂型態的DIY倫理、取代鑽研獨特音色。音速青春因此常被視為另類搖滾風潮興起的核心人物。
音速青春的樂風受到了廣泛多樣的影響，從原始龐克音樂家帕蒂·史密斯到作曲家約翰·凱吉，以及安雅·菲利普斯，無所不包。他们以「重新定義了搖滾吉他的能力範圍」而广受赞扬。他们大量使用各式非傳統吉他定弦，並以鼓棒、螺絲起子等物品加工吉他，改變樂器的音色。

## 历史

### 1980年代
摩爾和瑞納多（一起或各自）更早的开始和各种短期的朋克摇滚团体一起进行表演。瑞納多是「葛林‧布蘭卡（Glenn Branca）」合奏团的成员。摩爾和戈頓后来也和布蘭卡合奏团一起表演。戈頓具有艺术背景，在二十世纪80年代早期，纽约市的艺术界和音乐界之间有相当大的交集。在「葛林‧布蘭卡」和「Rhys Chatham」合奏团短暂的合作之后，戈頓开始和各种各样的音乐团体进行表演。她和摩爾在音速青年正式成立之前就开始了约会；后来他们结婚并有了一个女儿「可可海列寇頓摩爾」（Coco Hayley Cordon Moore）。
音速青年最早的演出之一是1981年6月在纽约市蘇活區的「White Columns」展厅举行的一个为期10天的会演；这个名为「噪音盛宴」（Noise Fest）的会演由摩爾组织，布蘭卡和查森的合奏团也参加了这个会演。在这个演出中音速青年的阵容为：摩爾、寇頓、鼓手理查‧艾德森和键盘手安‧德馬汀斯。德馬汀斯没有坚持到下一次的演出，然而随后瑞納多几乎立刻加入进来。摩爾在这个音乐会之前就确定了「音速青年」这个名字：把「MC5」乐队的「音速弗瑞德‧史密斯」（Fred "Sonic" Smith）和雷鬼艺术家「Big Youth」的名字组合在一起。

## 音樂作品

### 錄音室專輯
| 發行日期      | 專輯名稱                                | 唱片廠牌                     |
| ------------- | --------------------------------------- | ---------------------------- |
| 1982年3月     | 音速青春 Sonic Youth                    | Neutral Records              |
| 1983年2月     | Confusion Is Sex                        | Neutral Records              |
| 1985年3月     | Bad Moon Rising                         | Homestead Records            |
| 1986年5月     | EVOL                                    | SST Records                  |
| 1987年6月     | Sister                                  | SST Records                  |
| 1988年10月    | 白日夢國度 Daydream Nation              | Enigma Records / Blast First |
| 1990年6月26日 | Goo                                     | DGC唱片                      |
| 1992年7月21日 | 髒 Dirty                                | DGC唱片                      |
| 1994年5月10日 | Experimental Jet Set, Trash and No Star | DGC唱片                      |
| 1995年9月26日 | Washing Machine                         | DGC唱片                      |
| 1998年5月12日 | A Thousand Leaves                       | DGC唱片                      |
| 2000年5月16日 | NYC Ghosts & Flowers                    | 吉芬唱片                     |
| 2002年6月25日 | Murray Street                           | 吉芬唱片                     |
| 2004年6月8日  | 音速小護士 Sonic Nurse                  | 吉芬唱片                     |
| June 13, 2006 | 加州唱片行 Rather Ripped                | 吉芬唱片                     |
| 2009年6月9日  | 永恆青春 The Eternal                    | Matador Records              |

## 外部連結
- 音速青春官方網站 （页面存档备份，存于）
- Last.FM - 音速青春 （页面存档备份，存于）